# آزادراه ۱۴ (آلمان)
آزادراه ۱۴ (آلمانی: Bundesautobahn 14) بزرگراهی در شرق آلمان است. طول این بزرگراه ۲۶۲ کیلومتر می‌باشد. این آزادراه ویسمار را به نزن وصل می‌نماید. جهت این بزرگراه از سوی ویسمار به نزن در آغاز محور شمال-جنوب و پس از آن محور شمال‌غربی-جنوب‌شرقی و برعکس است. بخش عمده‌ای از این جاده در محور شمال-جنوب به شکل تونل می‌باشد.